# Cuphea roseana
Cuphea roseana là một loài thực vật có hoa trong họ Lythraceae. Loài này được Koehne mô tả khoa học đầu tiên năm 1900.